# Якупович, Алдин
Алдин Якупович (словен. Aldin Jakupović; родился 4 июня 2006) — словенский футболист, нападающий клуба «Олимпия» (Любляна).

## Клубная карьера
Воспитанник футбольной академии клуба «Олимпия» (Любляна). В мае 2023 года подписал контракт с клубом до 2026 года. 8 марта 2023 года дебютировал в основном составе «Олимпии» в матче Кубка Словении против клуба «Нафта 1903», став самым молодым игроком в истории клуба после Яна Облака. 16 марта 2024 года дебютировал в Первой лиге Словении в матче против клуба «Браво».

## Карьера в сборной
Выступал за сборные Словении до 16, до 17 и до 19 лет.
В мае 2023 года провёл все три матча группового этапа чемпионата Европа среди игроков до 17 лет, который прошёл в Венгрии. Отметился забитым мячом в игре против Сербии.